# 장리리 (1962년)
장리리(중국어 정체자: 蔣黎麗, 병음: Jiâng Lílì, 한자음: 징려려, 1962년 7월 20일 ~ )는 대만의 배우이다.